# 릴리 (1953년 영화)
《릴리》(영어: Lili)는 1953년 개봉한 미국의 드라마 영화로, 찰스 월터스가 감독을 맡았다.

## 출연

### 주연
- 레슬리 카론
- 멜 페러

### 조연
- 장 피에르 오몽
- 자자 가보
- 커트 카스즈너
- 아만다 블레이크
- 알렉스 게리
- 랠프 덤크
- 윌턴 그래프
- 조지 박스터

## 기타
- 원작자: 폴 갈리코
- 미술: 세드릭 기븐스
- 미술: 폴 그로에스
- 의상: 메리 앤 나이버그